# I. e. 254
Évszázadok: i. e. 4. század – i. e. 3. század – i. e. 2. század
Évtizedek: i. e. 300-as évek – i. e. 290-es évek – i. e. 280-as évek – i. e. 270-es évek – i. e. 260-as évek – i. e. 250-es évek – i. e. 240-es évek – i. e. 230-as évek – i. e. 220-as évek – i. e. 210-es évek – i. e. 200-as évek
Évek: i. e. 259 – i. e. 258 – i. e. 257 – i. e. 256 –  i. e. 255 – i. e. 254 – i. e. 253 – i. e. 252 – i. e. 251 – i. e. 250 – i. e. 249

## Események

### Itália
- Rómában Cnaeus Cornelius Scipio Asinát és Aulus Atilius Caiatinust választják consulnak.
- Az első pun háborúban a két consul Szicílián elfoglalja Panormust és ostrom alá veszik Drepanumot.
- Rómában először választanak plebeius származású pontifex maximust Tiberius Coruncanius személyében.
- A punok visszafoglalják Agrigentumot.

### Hellenisztikus birodalmak
- Meghal II. Areusz spártai király. Utóda unokaöccse, II. Leónidasz.
- I. Nikomédész bithüniai királyt fia, Ziaélasz váltja a trónon.

## Születések
- Marcus Livius Salinator, római államférfi és hadvezér
- Titus Macchius Plautus, római színműíró

## Halálozások
- II. Areus spártai király

## Fordítás
- Ez a szócikk részben vagy egészben  a(z)   254 v. Chr. című német Wikipédia-szócikk ezen változatának fordításán alapul.  Az eredeti cikk szerkesztőit annak laptörténete sorolja fel. Ez a jelzés csupán a megfogalmazás eredetét és a szerzői jogokat jelzi, nem szolgál a cikkben szereplő információk forrásmegjelöléseként.